# Guillem de Cabestany

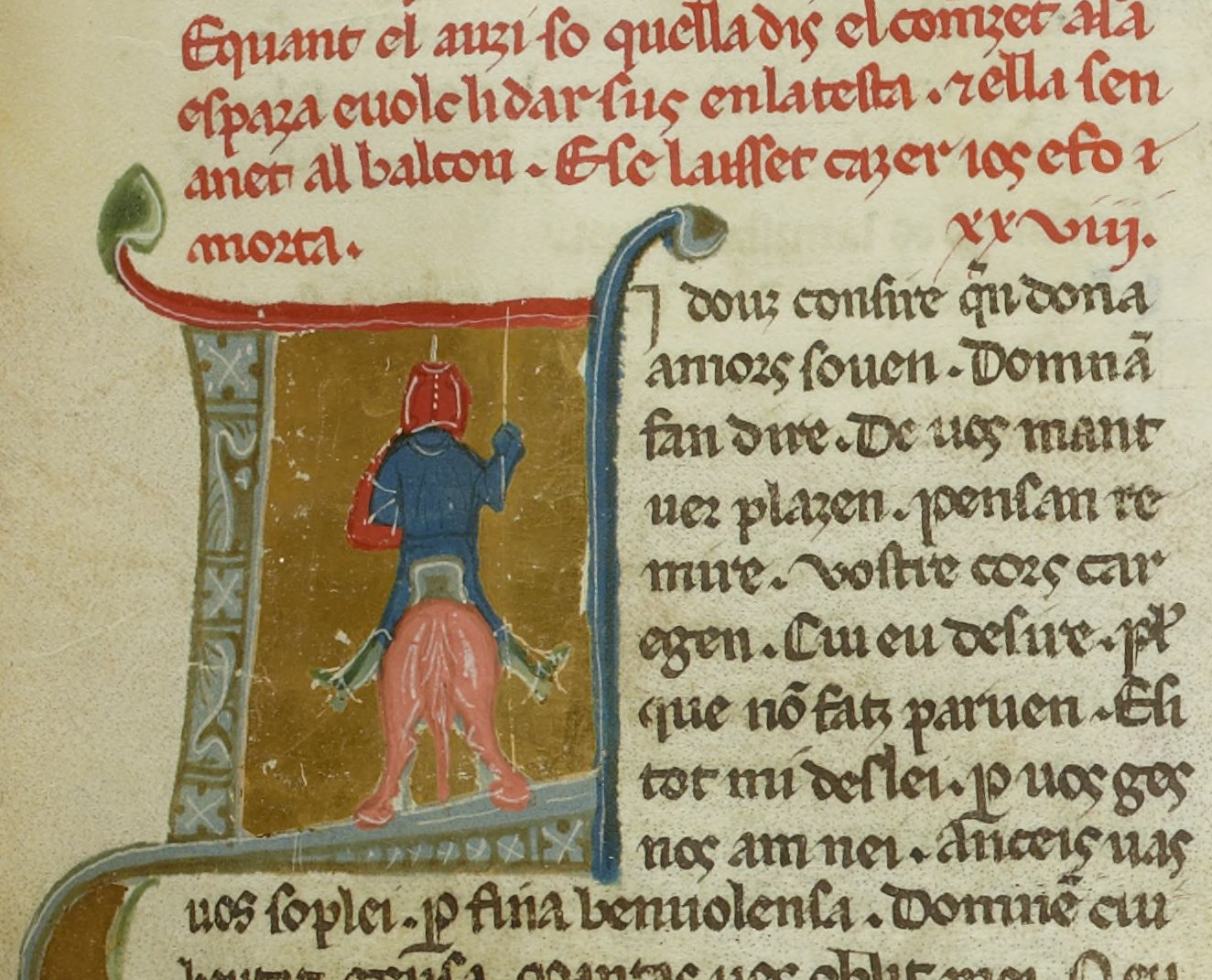
Guillem de Cabestany s'allunya cavalcant en aquesta miniatura d'un cançoner; BnF ms. 854 fol. 105v

Guillem de Cabestany (ca. 1162 – ca. 1212) (també escrit amb grafia occitana: Guilhem de Cabestanh) fou un trobador català especialment famós per la seva vida literària, tot i que no es coneixen gaires detalls contrastables de la seva vida real, en la qual la seva dama fou Saurimonda de Navata. De la seva obra, se n'han conservat només nou cançons (dues d’atribució incerta), la més famosa de les quals és «Lo dous cossire».

## Vida i llegenda
Es coneixen molt pocs detalls de la vida de Guillem de Cabestany i el relat que n'ha circulat al llarg dels anys és la llegenda del cor menjat. Aquest relat fictici apareix a la vida del trobador que figura als cançoners, és a dir, les biografies breus que apareixien als reculls de poesia trobadoresca. La traducció al català de la vida de Guillem de Cabestany és la següent:
| «                                                        | Guillem de Cabestany fou un cavaller de la comarca del Rosselló, que limita amb Catalunya i amb el Narbonès. Fou un home molt agradable en la persona, i molt famós en armes, cortesia i servei. I hi havia en la seva comarca una dama que es deia na Seremunda, esposa de Ramon de Castell Rosselló, que era molt noble i ric, dolent, brau, ferotge i orgullós. I Guillem de Cabestany estimava la senyora per amor, i sobre ella cantava i feia les seves cançons. I la dama, que era jove, gentil, alegre i bella, l'estimava més que res al món. I això fou dit a Ramon de Castell Rosselló; i ell, com home irat i gelós, investigà el fet i sabé que era veritat, i feu guardar l'esposa. I un dia, Ramon de Castell Rosselló trobà Guillem de Cabestany que passejava amb poca companyia, i el matà; li feu treure el cor del cos i li feu tallar el cap; i feu portar el cor a casa seva, i també el cap; i feu rostir el cor tot posant-li pebre, i el feu donar a menjar a la seva esposa. I quan la dama l'hagué menjat, Ramon de Castell Rosselló li digué: «Sabeu què és això que heu menjat?» I ella digué: «No, sinó que era una vianda molt bona i saborosa.» I ell li digué que era el cor de Guillem de Cabestany allò que havia menjat; i, perquè ho cregués millor, feu portar el cap davant d'ella. I quan la dona veié i sentí això, perdé la vista i l'oïda. I quan tornà en si digué: «Senyor, m'heu donat tan bona menja que mai més no en menjaré d'altra.» I quan ell sentí això, corregué amb l'espasa i volgué donar-li al cap; i ella corregué cap a un balcó i es deixà caure a baix, i així morí. I pel Rosselló i per tota Catalunya corregué la nova que Guillem de Cabestany i la dona havien mort tan traïdorament i que Ramon de Castell Rosselló havia donat el cor de Guillem a menjar a la dona. Fou molta la tristor per totes les comarques; i la queixa arribà al rei d'Aragó, que era senyor d'en Ramon de Castell Rosselló i d'en Guillem de Cabestany. I vingué a Perpinyà, al Rosselló, i feu que en Ramon de Castell Rosselló es presentés davant d'ell; el feu agafar i li prengué tots els seus castells i els feu destruir, i li prengué tot allò que tenia, i el posà a la presó. I després feu recollir Guillem de Cabestany i la dama, i els feu portar a Perpinyà i posar en un monument davant la porta de l'església; i feu dibuixar sobre el monument com havien mort; i ordenà que per tot el comtat del Rosselló, tots els cavallers i les dames els fessin aniversari tots els anys. I Ramon de Castell Rosselló morí a la presó del rei. | » |
| — Traducció al català de la vida de Guillem de Cabestany | |   |

La biografia explica que Guillem de Cabestany estigué enamorat de Saurimonda de Navata, la muller de Ramon de Castell-Rosselló. El marit, gelós, quan ho descobreix, el matà i donà el seu cor com a menja a Saurimonda que en saber-ho, se suïcidà. Es tracta, però, d'una llegenda d'origen oriental que es difongué per l'Europa del segle xii i que també es feu servir per contar la vida d'altres poetes. Aquesta narració es convertí en prototip del màrtir d’amor, i el trobador i Saurimonda es convertiren en dos amants molt celebrats a l'edat mitjana. Que aquest relat és fals, ho prova el fet que, segons consta en documents de l'època, Saurimonda, vídua de Ramon de Castell Rosselló, es tornà a casar el 1210, i que Guillem de Cabestany apareix a la batalla de Las Navas de Tolosa el 1212. A més, el rei Alfons I, que s'esmenta en les versions més llargues de la vida, era mort un any abans del casament de Saurimonda amb Ramon de Castell-Rosselló (1197).
La llegenda fou esmentada en obres medievals com el Decameró de Boccaccio; en època moderna a De l’amour (1822) de Stendhal o l'òpera The troubadour (1886) amb música d'Alexander Campbell Mackenzie; i en època contemporània al Cant IV d'Ezra Pound's (1924–1925), en un capítol de El Unicornio (1965) de Manuel Mujica Láinez o en les òperes The Troubadour (1886), de Sir Alexander Campbell Mackenzie, i Written on Skin (2012) de George Benjamin i Martin Crimp.

## Obres
D'aquest trobador se'n conserven nou cançons, dues de les quals són d'atribució dubtosa. Entre les seves cançons la més reeixida és «Lo dous cossire» (El dolç neguit), una de les cançons més repetides de la literatura trobadoresca. A «Lo dous cossire» el trobador reafirma la seva fidelitat a la dama, tot i que simula el desamor per poder amagar l'amor amb la seva midons. També afirma que no canviaria el seu amor ni per totes les riqueses dels reis més importants d'Occident i finalment acaba sobreposant la veneració de la dama a la de Déu:
| «                                       | (occità) I Lo dous cossire que·m don'Amors soven, dona·m fai dire de vos maynh ver plazen. Pessan remire vostre cors car e gen, cuy ieu dezire mais que no fas parven. E sitot me desley per vos, ges no·us abney, qu'ades vas vos sopley ab fina benevolensa. Dompn'en cuy beutatz gensa, maytans vetz oblit mey, qu'ieu lau vos e mercey. […] VI Non truep contenda contra vostras valors; merces vo·n prenda tals qu'a vos si'honors. Ja no m'entenda Dieus mest sos preycadors s'ieu vuelh la renda dels quatre reys majors per qu'ab vos no·m valgues merces e bona fes; quar partir no·m puesc ges de vos, en cuy s'es meza n'amors, e si fos preza em baizan, ni us plagues, ja no volgra·m solses. […] | (català) I El dolç neguit que em dona amor sovint, dona, em fa dir de vós molts versos agradables. Pensant contemplo el vostre cos estimat i gentil, el qual desitjo més que no faig evident. I encara que em desencamino per vós, no abjuro de vós, que sempre us suplico amb amor fidel. Senyora en qui la bellesa brilla, moltes vegades m'oblido de mi, quan us lloo i us demano. […] VI No trobo armes contra vostres poders; pietat vos prengui de tal manera que us sigui honorable. Que no m'escolti Déu entre els que preguen si jo vull la renda dels quatre reis majors a canvi que amb vós no em valguin ni la pietat ni la bona fe; ja que no em puc allunyar de cap manera de vós, en qui s'ha posat el meu amor, i si fos acceptat besant, i us plagués, mai no em voldria lliure. […] | » |
| — Guillem de Cabestany, Lo dous cossire | | |   |